# Dirt: Showdown
Dirt: Showdown ist ein Rennspiel von Codemasters, dass 2012 für Microsoft Windows, Xbox 360, und PlayStation 3. 2015 erschien eine Portierung durch Virtual Programming für Linux und macOS sowie eine Version für Xbox One durch Codemasters. Es handelt sich namentlich um einen Ableger der Colin McRae Rally Serie, wobei keine Rallys gefahren werden, sondern Demolition Derbies ausgetragen werden. Das Spiel erschien kurz im Zuge des Humble Bundle kostenlos, bis es bei Steam ausgelistet wurde.

## Entwicklung
Das Spiel wird von der EGO Engine 2 angetrieben. Für die Unix-Portierungen verwendete Virtual Programming eine eigene proprietäre Laufzeitumgebung, die eine Windows kompatible Zwischenschicht einführt. 2017 wurde Dirt: Showdown aufgrund auslaufender Lizenzen aus dem Verkauf genommen.

## Rezeption
Mikkl Orth von GamersGlobal machte eine Hommage an die Destruction Derby Serie aus. Daniel Matschijewsky von GameStar resümierte, dass es sich um ein unterhaltsames Action-Rennspiel handele. Für Martin Woger von Eurogamer sei der Mehrspielerteil gelungen, der Solopart umfangreich und das Action betonte Fahrgefühl exzellent. Lediglich auf Konsolen seien die Ladezeiten sehr lang. Michael Krosta von 4Players meinte, der Ableger besitze eine Existenzberechtigung, da es ein reiner Arcade-Racer sei. So könne Codemasters bei dem Rally-Hauptspiel wieder zurück zu den Wurzeln. Das Schadensmodell sei nicht ganz ausgereift. Viele Elemente seien schon aus Dirt 3 bekannt. Der lizenzierte Soundtrack steche besonders hervor. Toni Opl von PC Games bemängelte, dass echte Highlights fehlten. Es handele sich viel mehr um eine Erweiterung von Dirt 3 als ein eigenständiges Spiel, da so viele Inhalte übernommen wurden. Der neue Dienst Racenet sei nicht so umfangreich wie das vergleichbare Autolog der Need for Speed Serie.